# Andrej Sannikov (politiker)
Andrej Olegovitj Sannikov (belarusiska: Андрэ́й Але́гавіч Са́ннікаў, Andrej Alehavitj Sannikaŭ; łacinka: Andrej Aliehavič Sańnikaŭ; ryska: Андре́й Оле́гович Са́нников), född den 8 mars 1954 i Minsk, Vitryska SSR, Sovjetunionen (nuvarande Belarus), är en belarusisk politiker. Han var en av oppositionens främsta kandidater i presidentvalet i Vitryssland 2010.
Han är ledare för medborgarkampanjen Europeiska Belarus som förespråkar belarusiskt EU-medlemskap. Han har tidigare arbetat i Pakistan och Egypten samt vid Belarus utrikesministerium. Förutom belarusiska och ryska behärskar han polska, engelska och franska. 1996 lämnade han utrikesministeriet i protest mot en grundlagsändring och startade den oppositionella nyhetssidan Charter 97.
År 2010 kandiderade Sannikov i presidentvalet som hölls den 19 december. Efter att den sittande presidenten Aleksander Lukasjenko förklarats som vinnare demonstrerade oppositionsanhängare i Minsk. Demonstrationen ansattes hårt av polis och Sannikov tillsammans med några andra oppositionskandidater i presidentvalet greps och anklagades för att ha organiserat protesterna och riskerade att, om de befanns skyldiga, och fick ett fängelsestraff på 5 år.